# آن زکریا
آن زکریا (انگلیسی: Ann Zacharias؛ زادهٔ ۱۹ سپتامبر ۱۹۵۶) بازیگر اهل سوئد است.
از فیلم‌ها یا برنامه‌های تلویزیونی که وی در آن نقش داشته‌است، می‌توان به آخرین ماجرا، بال یا ران، کوه جادو اشاره کرد.